# Aghavni Papazian
Aghavni Papazian, död 1913, var en ottomansk-armenisk skådespelare. Hon tillhörde den första gruppen av kvinnliga yrkeskådespelare i Osmanska riket och Mellanöstern.
Aghavni Papazian debuterade vid Orientaliska teatern 1861, och blev därmed en av de första inhemska skådespelerskorna i Osmanska riket. Hon var verksam i flera av de nyligen bildade teatergrupperna, bland dem Vaspuran-teatern i Smyrna (1861-1864). 
Historikern Mikael Nalbandian skrev i slutet av 1860-talet att hon vid sidan av Arousyak Papazian fyllde en viktig plats i historien genom att bli de första kvinnor som trotsade fördomarna och ställde sig på scen. De blev som sådana Osmanska rikets första offentligt synliga kvinnor. Vid denna tid visade sig kvinnor annars inte offentligt i det muslismska Osmanska riket, och den kvinnliga delen av publiken såg på skådespelet bakom en skärm. 
Aghavni Papazian blev också historisk som den första kvinnliga skådespelare som uppträtt i Iran. Hon uppträdde år 1879 inför en kristen armenisk publik i Tabriz: den muslimska publiken i Iran såg enbart män på scen fram till 1888, då kristna skådespelare uppträdde i Tabriz, och inte förrän 1897 passerades denna gräns i Teheran genom Mme Golofian och Mme Babians uppträdande där.